# Adam Öhninger
Adam Öhninger (* um 1646 in Lohr am Main; † 11. November 1716 in Fulda) war ein deutscher Franziskaner und Orgelbauer.

## Leben

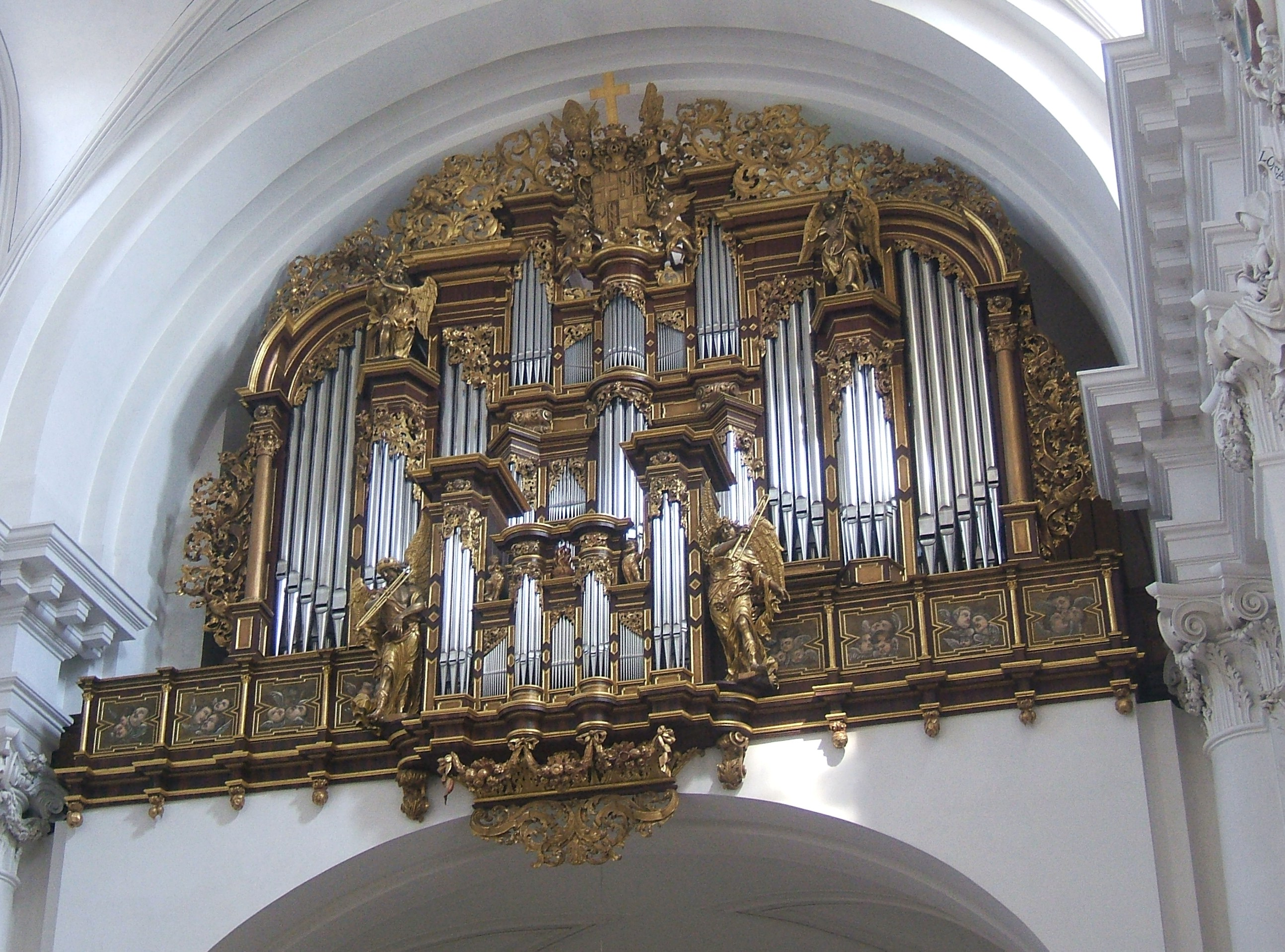
Prospekt der Öhninger-Orgel im Fuldaer Dom (im 19. Jahrhundert umdisponiert)

Öhningers Heimatort Lohr am Main war im 17. Jahrhundert durch die Familie Schleich ein prägendes Zentrum des Orgelbaus für die Fürstbistümer Mainz, Würzburg und Bamberg und das Hochstift Fulda. Nach einer Lehrzeit trat Öhninger in das Franziskanerkloster in Miltenberg ein. Er leitete den Bau mehrerer Orgeln vor allem in Franziskanerkirchen, so in Dettelbach, Fulda (Dom), Limburg an der Lahn (Stadtkirche), Miltenberg, Mosbach (Franziskanerkloster), Salmünster und Volkersberg.
Keine von Öhningers Orgeln ist im Originalzustand erhalten. In Fulda und Limburg sind noch die ursprünglichen Prospekte vorhanden. Die Orgel der ehemaligen Franziskanerkirche St. Antonius in Worbis im einst kurmainzischen Eichsfeld wird aufgrund charakteristischer Details Öhninger zugeschrieben. Sie wurde 2012 durch die Firma Waltershausen entsprechend der ursprünglichen Disposition unter Verwendung noch vorhandener Prospektpfeifen originalnah rekonstruiert.